# Ню Касъл (окръг, Делауеър)
Окръг Ню Касъл (на английски: New Castle County) е окръг в щата Делауеър, Съединени американски щати. Площта му е 1279 km², а населението – 556 987 души (2016). Административен център е град Уилмингтън.